# Coenosia rotundiventris
Coenosia rotundiventris är en tvåvingeart som beskrevs av Stein 1911. Coenosia rotundiventris ingår i släktet Coenosia och familjen husflugor. Inga underarter finns listade i Catalogue of Life.